# Dichelus duplosquamosus
Dichelus duplosquamosus är en skalbaggsart som beskrevs av Schein 1958. Dichelus duplosquamosus ingår i släktet Dichelus och familjen Melolonthidae. Inga underarter finns listade i Catalogue of Life.